# Северин Ігор Олександрович
І́гор Олекса́ндрович Северин — український самбіст, бойове самбо, категорія 62 кг.
Проживає в місті Київ. Самбо почав займатися 1988 року.
2013 року став срібним призером чемпіонату світу в Санкт-Петербурзі.
У листопаді 2014 року завоював золоту медаль на чемпіонаті світу з самбо, здобув золоту нагороду в японському місті Наріта.